# Huntley, Wyoming
Huntley är en mindre ort (census-designated place) i Goshen County i Wyoming, USA. Befolkningen uppgick till 30 invånare vid 2010 års folkräkning.

## Historia
Omkring år 1900 sponsrade Jewish Agricultural Society, grundat av den förmögne europeiske filantropen baron Maurice de Hirsch, omkring 50 familjers grundläggande av ett samhälle i området kring nuvarande Huntley. Platsen låg omkring 13 kilometer söder om North Platte River och åtta kilometer väster om gränsen mot Nebraska.
De nya bosättarna kom huvudsakligen från de tätt bebodda delstaterna New York och Pennsylvania, samt till viss del från Europa. De första bosättarna i området mutade in 160 acres var i och omkring dagens Huntley. De flesta av bosättarna och deras familjer levde från början där i utgrävda torvhus som de byggde som första bostäder.
Bland de utmaningar som de första bosättarna mötte var att det närmaste vattendraget fanns omkring en kilometer bort i Katzerkanalen, samt svårigheten att få tag på förnödenheter, då den närmaste handelsboden fanns i Mitchell, Nebraska omkring 25 kilometer österut. De flesta nybyggarna hade inga hästar med sig, och fick gå till Mitchell för att köpa förnödenheter som mjöl, socker, bönor, ris och salt för att sedan bära det hem i ryggsäckar. Omkring ett år senare kom dock baron de Hirschs fond att skicka femhundra dollar, en stor summa vid denna tid, till varje familj. Med så generöst stöd kunde bosättarna köpa hästar, vagnar, maskiner, en mjölkko och verktyg. Inom kort kom Huntley att få ett postkontor, en kyrka, en lanthandel och en brädgård.
En ytterligare bosättning i trakten sponsrades av de Hirschs fond 1908, då omkring 40 familjer bosatte sig i samhället Allen, Wyoming, några kilometer nordost om Huntley. Här grundades en skola och en synagoga.